# Águas Belas (Pernambuco)
Águas Belas is een gemeente in de Braziliaanse deelstaat Pernambuco. De gemeente telt 39.672 inwoners (schatting 2009).
De gemeente grenst aan Buíque, Pedra, Iati en Itaíba.